# Sibylle Möndel

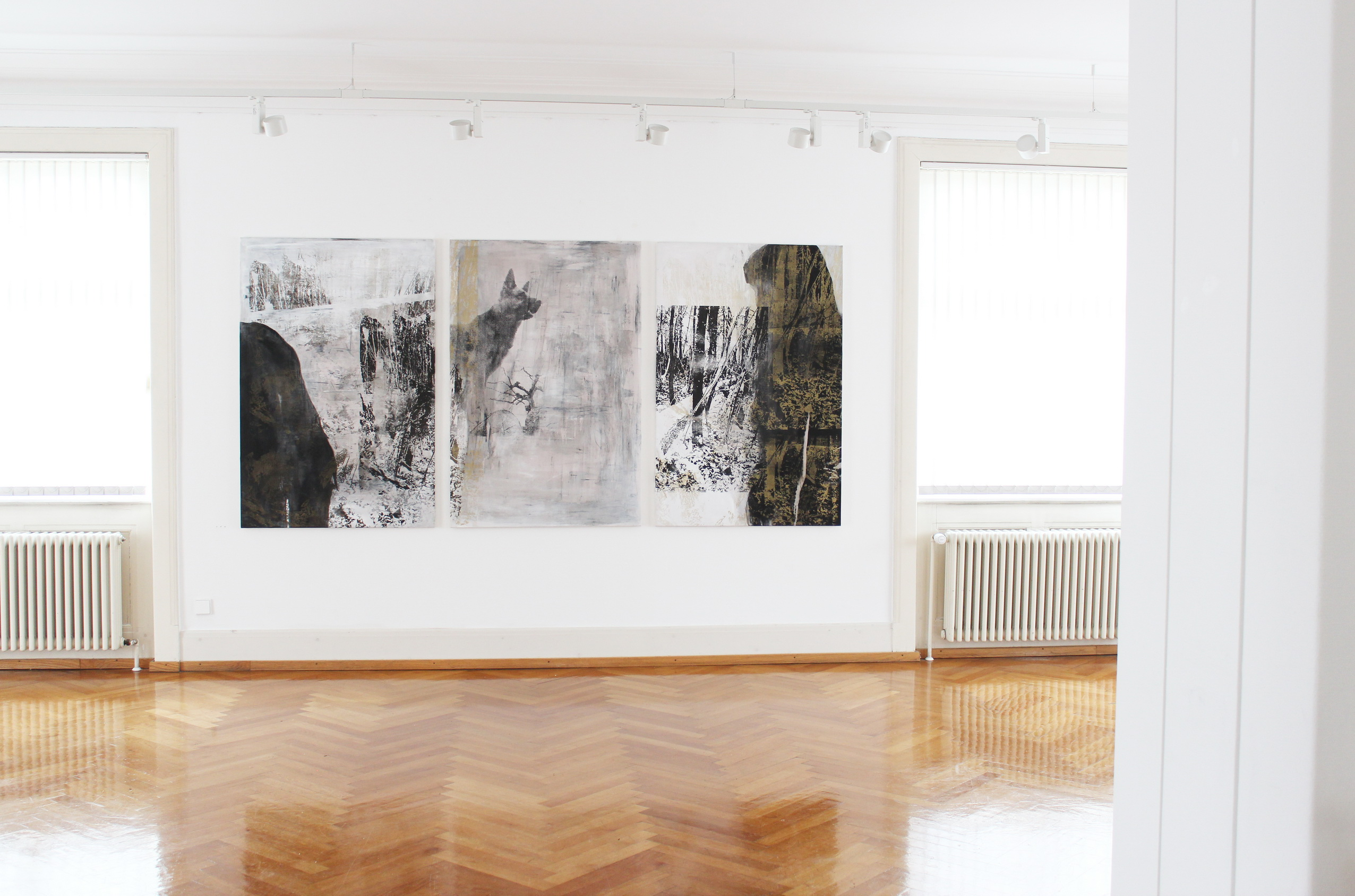
Aus der Werkreihe „Waldstücke“ / Ausstellungsansicht in der Galerie der Stadt Wendlingen 2018

Sibylle Möndel (* 1959 in Stuttgart) ist eine deutsche Malerin und Druckgrafikerin.

## Leben
Möndel absolvierte ihre Ausbildung bei Hans K. Schlegel in Stuttgart. Sie arbeitet unter anderem in den Werkstätten des Künstlerhaus Stuttgart. Von 2003 bis 2010 war sie in der Regionalleitung tätig und von 2012 bis 2015 Regionalleiterin der VBKW-Region Ludwigsburg des Verbands bildender Künstler und Künstlerinnen Baden-Württemberg. Sie lebt und arbeitet in Kornwestheim bei Ludwigsburg.
Möndel arbeitete überwiegend abstrakt mit Pigment, Asche und Bindemitteln auf Leinwand. Meist in einer Kombinationstechnik von Zeichnung und Malerei. Eine Erweiterung erfuhr ihr Werk durch die Einbeziehung des Siebdruck.
Für die Realisierung ihres Projekts „Trauer unterm Davidstern“ erhielt sie im Jahr 2021 ein Stipendium des Ministeriums für Wissenschaft, Forschung und Kunst Baden-Württemberg. Die erste Präsentation fand von Juli 2022 bis März 2023 im Staatsarchiv Ludwigsburg statt.

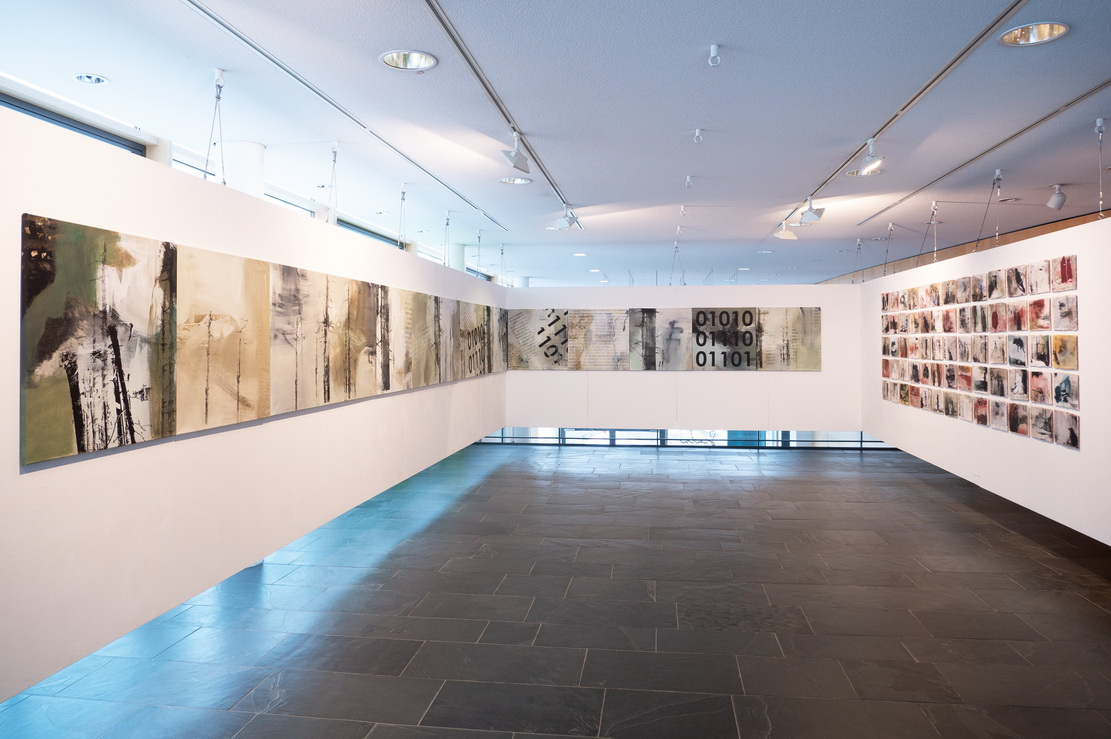
Ausstellungsansicht Kunstraum kleine Galerie, Bad Waldsee, 2019

## Preise und Förderungen
- 2006: 1. Preis Mainzer Kunstpreis Eisenturm 2006 „Vision Europa“ (1. Preis) für ihr Werk Immigranten.[4]
- 2021: Stipendium des Ministeriums für Wissenschaft, Forschung und Kunst Baden-Württemberg
- 2022: Stipendium des Ministeriums für Wissenschaft, Forschung und Kunst Baden-Württemberg
- 2023: 1. Preis 29. Mainzer Kunstpreis Eisenturm 2023 „Phönix“[5]
- 2024: 1. Preis 2. Kunstpreis 2024 Werner Brand Kunststiftung "Licht versus Schatten"[6]

## Mitgliedschaften
- Bundesverband Bildender Künstlerinnen und Künstler (BBK)
- BBK Karlsruhe
- Künstlerhaus Stuttgart
- Württembergischer Kunstverein Stuttgart
- Badischer Kunstverein

## Arbeiten in öffentlichen Sammlungen (Auswahl)
- Kunstsammlung im Regierungspräsidium Stuttgart
- Kunstsammlung Landkreis Ludwigsburg
- Kunstsammlung Städtische Galerie Neunkirchen
- Sammlung der Kunst- und Kulturstiftung Schloss Donzdorf

## Ausstellungen (Auswahl)

### Einzelausstellungen
- 1998: Museum im Kleihues-Bau, Kornwestheim
- 2003: Kunstverein Ludwigsburg Neue Bilder
- 2017: Städtische Galerie Filderstadt Schichtungen
- 2017: Kulturkreis Sulzfeld, Sulzfeld GrenzRäume RaumGrenzen[7]
- 2018: Kronacher Kunstverein (mit Bernd Zimmer)[8]
- 2018: Galerie der Stadt Wendlingen am Neckar Gebiete[9]
- 2018: Städtische Galerie im Alten Spital Bad Wimpfen Waldstücke[10]
- 2019: kleine Galerie, Bad Waldsee Refugien[11]
- 2019: Städtische Galerie im Rathaus Eppingen Waldstücke
- 2019: Collegium Maius (Erfurt) und Michaeliskirche (Erfurt) Grenzland Traumland[12]
- 2020: Galerie Brötzinger Auszüge: Art Mixed Media (mit Maks Dannecker)[13]
- 2021: xylon – Museum + Werkstätten, Schwetzingen Natur im Raum (mit Angelika Flaig)[14]
- 2021: Kunstverein Paderborn Moment Mensch (mit Angelika Flaig)[15]
- 2021: Galerie Palais Walderdorff, Gesellschaft für Bildende Kunst Trier e.V. Renaturierung (mit Angelika Flaig)[16]
- 2021: Kunstverein Biberach Naturraum[17]
- 2022: Städtisches Museum Engen + Galerie Pflanzungen[18]
- 2022: Staatsarchiv Ludwigsburg[19] Trauer unterm Davidstern
- 2022: Kunstverein Bahlingen a.K. dactylogramme[20]
- 2022: Städtische Galerie Schloss Donzdorf[21] Jenseits des Garten Eden
- 2023: Galerie Wilhelm Kimmich, Lauterbach[22]
- 2024: Kunstverein Heidenheim Natur | Struktur (mit Manuela Tirler)[23]
- 2024: Städtisches Museum Kalkar Gebiete[24]
- 2024: Städtische Galerie im Alten Bau Geislingen[25]

### Ausstellungsbeteiligungen
- 2002: Schloss Schwetzingen Welde Kunstpreis 2002
- 2003: 23. Kunstpreis der Stiftung der Kreissparkasse Esslingen-Nürtingen
- 2005: Württembergischer Kunstverein Stuttgart Sichtung
- 2008: Große Landesausstellung des BBK, Regierungspräsidium Karlsruhe SpielArt 2008
- 2009: Residenzschloss Ludwigsburg, VBKW Zeitensprung
- 2010: Sala Terrena Galerie, Stift Klosterneuburg, St.-Leopold-Friedenspreis für humanitäres Engagement in der Kunst 2010
- 2011: Kunstpreis der Bernd und Gisela Rosenheim-Stiftung 2010 Orient – Okzident[26]
- 2014: Künstlerhaus Stuttgart body – shelter – net
- 2015: Kunstverein Eisenturm Mainz, 26. Mainzer Kunstpreis Eisenturm 2015 „Kollaps der Moderne?“
- 2016: Städtische Galerie Reutlingen VBKW Landesweit[27]
- 2017: Museum zur Geschichte von Christen und Juden, Schloss Großlaupheim Kunstpreis Carl Laemmle Reloaded
- 2017: Kunstverein Coburg „Seit Cranach bis Charlie Hebdo“ Visionen der Freiheit und Toleranz
- 2017: Galerie im Stammelbach-Speicher Hildesheim Grenzland / Traumland[28]
- 2017: Württembergischer Kunstverein Stuttgart Präsenz, Kritik, Utopie[29]
- 2017: Wilhelm-Morgner-Haus „Vom Missbrauch des Glücks“ – heutige Künstler im Dialog mit Werken Heinrich Aldegrevers[30]
- 2018: 24. Kunstausstellung Natur – Mensch Nationalpark Harz, Sankt Andreasberg[31]
- 2018: Badischer Kunstverein 200 Jahre / Mitgliederausstellung[32]
- 2019: Württembergischer Kunstverein Stuttgart, Könnte aber doch[33]
- 2019: Städtische Galerie Neunkirchen Druck³ - Zyklen und Zeichen, mit A. Flaig und C. Thorban[34]
- 2019: Albert-Haueisen-Kunstpreis 2019, Landkreis Germersheim, Zehnthaus Jockrim
- 2020: Kunstverein Germersheim BILD-sprachen[35]
- 2020: Galerie der Stiftung S BC - pro arte Bewölkt. Der Himmel in der Kunst.[36]
- 2021: 22. Triennale Grenchen, Kunstgesellschaft Grenchen (CH)
- 2021: Forum Kunst Rottweil kugelrund[37]
- 2021: Kult Kunst 2021, Kult e.V. Krumbach, Mittelschwäbisches Heimatmuseum[38]
- 2022: Kunstbezirk Galerie im Gustav-Siegle-Haus Stuttgart Mythos Grün[39]
- 2022: Brand Sanierung, Weißenfels O teure Küsse und glückliche Wälder oder: Wie steht es um Arkadien[40]
- 2023: Gmünder Kunstverein, Galerie im Kornhaus Schwäbisch Gmünd Der Stand der Dinge[41]
- 2023: Klingspor-Museum Offenbach Achtung: enthält Leben![42]
- 2024: Württembergischer Kunstverein Stuttgart unberührt berührt[43]
- 2024: 30. Kunstausstellung Natur – Mensch Nationalpark Harz, Sankt Andreasberg[44]
- 2024: KulturPackt Spitalseebunker Schweinfurt Grenzüberschreitungen[45]